# Börse Rom

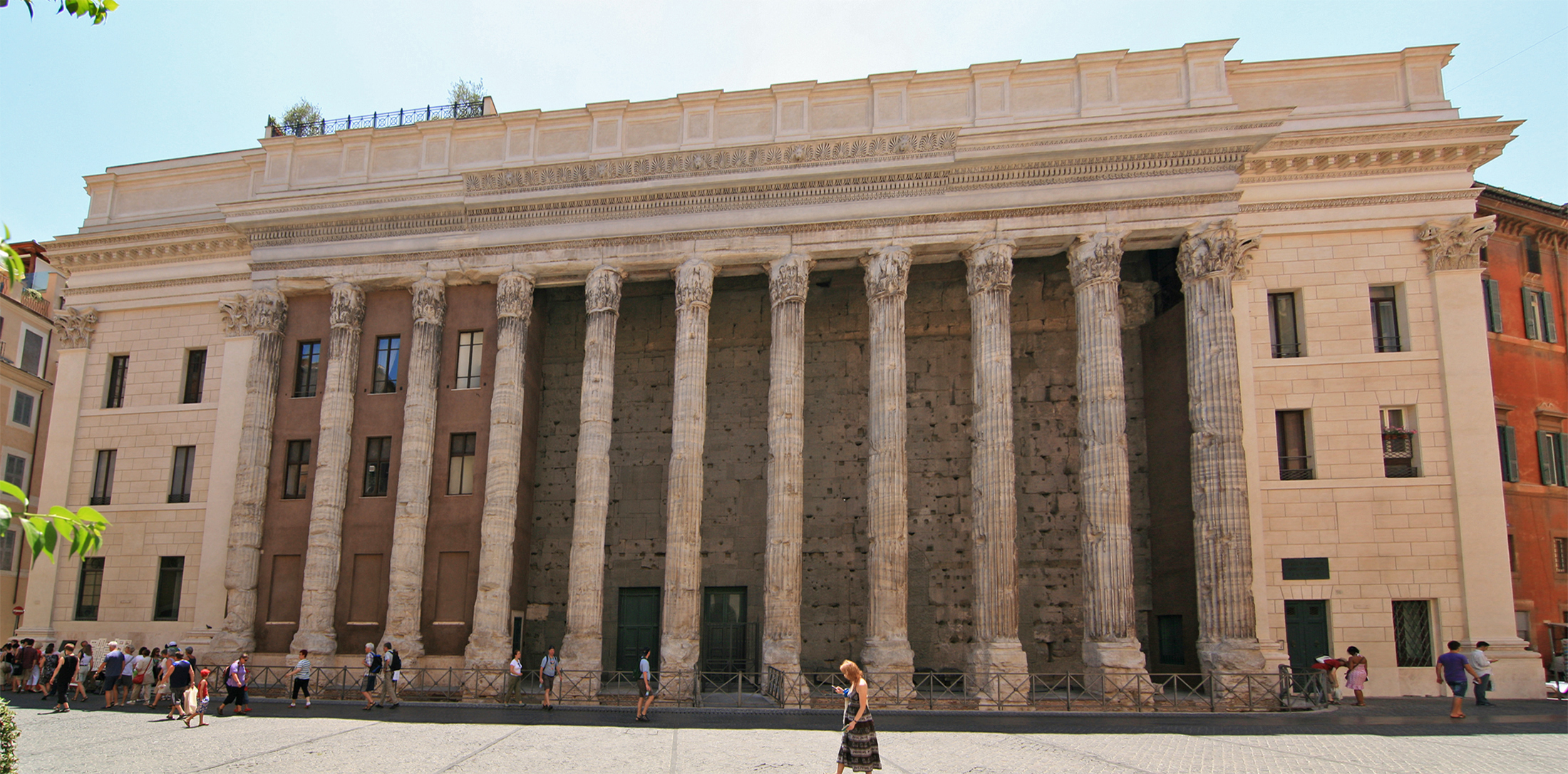
Hadrianeum, ehemaliger Sitz der Börse Rom

Die Börse Rom (italienisch Borsa di Roma) war eine Wertpapierbörse in der italienischen Hauptstadt Rom. Im Jahr 1997 wurde sie zusammen mit acht weiteren italienischen Regionalbörsen geschlossen. Seither besteht nur noch die Borsa Italiana in Mailand.

## Geschichte
Die römische Wertpapierbörse entstand erstmals während der napoleonischen Besetzung des Kirchenstaates als Ableger der 1809 gegründeten Handelskammer Rom. Im Zug der Beseitigung der napoleonischen Herrschaft schloss man auch die Handelskammer und ihre Börse, wobei Handelsmakler und Devisenhändler ihre Arbeit in einem anderen organisatorischen Rahmen fortsetzten. Die Handelskammer und die bei ihr angesiedelte Wertpapierbörse wurden dann 1831 wiedergegründet. Mit der Einigung Italiens erhielt die Tätigkeit der Börse neue Rechtsgrundlagen, die 1913 und 1963 umfassend reformiert wurden.
Im Jahr 1812 hatte die Börse Rom 19 Börsenmakler, im Jahr 1925 waren es 39, gegen Ende der 1960er Jahre waren es bis zu 70. Der Schwerpunkt des Handels in Rom lag bei Staatsanleihen und bei Aktien von Immobiliengesellschaften. Im Jahr 1976 entfielen auf die Börse in Rom 12 Prozent des italienischen Aktien- und 17,2 Prozent des Staatsanleihe-Handels.
Während der napoleonischen Zeit befand sich die Börse im historischen Gebäude der Universität La Sapienza bei Sant’Ivo alla Sapienza, danach erfolgte der Handel vorübergehend im Palazzo Valentini, bis man das Hadrianeum zum Sitz der Handelskammer und der Börse machte.